# Guerre de Trois cent trente-cinq Ans
- Provinces-Unies
- Sorlingues

La guerre de Trois cent trente-cinq Ans (anglais : Three Hundred and Thirty Five Years' War, néerlandais : Driehonderdvijfendertigjarige Oorlog) était une guerre entre les Provinces-Unies (devenues les Pays-Bas) et les Sorlingues (situées au sud-ouest de la Cornouailles). Elle est censée avoir duré, en raison de l'absence d'un traité de paix, 335 ans sans qu'un seul coup de feu ait été tiré, ce qui en fait à la fois l'une des plus longues guerres et l'une des moins meurtrières.
Malgré l'incertitude autour de la validité de la déclaration de guerre[réf. nécessaire], la paix fut finalement signée en 1986.

## La guerre

### Origines
Cette guerre trouve son origine dans la Deuxième guerre civile anglaise, opposant les Royalists et les Parliamentarians de 1642 à 1652. Oliver Cromwell avait repoussé les royalistes jusqu'aux limites du Royaume d'Angleterre. Dans l'ouest du pays, la Cornouailles était le dernier bastion royaliste. En 1648, Cromwell les repoussa jusqu'à ce que toute la Cornouailles continentale soit aux mains des Têtes rondes.
L'atout principal des royalistes était alors la Royal Navy, qui avait déclaré son soutien au Prince de Galles. La marine royaliste fut forcée de se retirer dans les Sorlingues, un archipel situé au large de la côte cornique et qui étaient la propriété du royaliste Sir John Grenville.

### Marine néerlandaise

L'amiral Trom (gravure de date inconnue).

La marine des Provinces-Unies était alliée aux Parlementaires. Les Provinces-Unies avaient reçu l'assistance de l'Angleterre sous un certain nombre de dirigeants durant la guerre de Quatre-Vingts Ans (1568-1648), à commencer par la reine Élisabeth Ire. Après le traité de Münster (30 janvier 1648) qui garantissait l'indépendance néerlandaise vis-à-vis de l'Espagne, les Provinces-Unies choisirent de maintenir leur alliance avec l'Angleterre et prirent parti pour le camp qui leur semblait devoir sortir victorieux de la guerre.
La marine néerlandaise souffrait de lourdes pertes face à la flotte royaliste basée aux Sorlingues. Le 30 mars 1651, l'amiral Maarten Tromp arriva aux Sorlingues pour demander réparation aux royalistes pour les vaisseaux et biens néerlandais qu'ils avaient pris.
Selon les mémoires de Bulstrode Whitelocke (citées dans Bowley, 2001), une lettre datée du 17 avril 1651 explique que : « Tromp vint à Pendennis et raconta qu'il s'était rendu aux Sorlingues pour demander réparation aux royalistes pour les vaisseaux et biens néerlandais qu'ils avaient pris, et que n'ayant reçu aucune réponse satisfaisante, il leur avait, en accord avec sa commission, déclaré la guerre. »
Comme la majeure partie de l'Angleterre était alors aux mains des Parlementaires, la guerre avait été déclarée spécifiquement aux Sorlingues.

### Reddition des Royalistes
En juin 1651, peu après la déclaration de guerre, les forces parlementaires, commandées par l'amiral Robert Blake, forcèrent les Royalistes à se rendre. La flotte néerlandaise, n'étant plus menacée, partit sans tirer un coup de feu. En raison de l'obscurité de la déclaration de guerre d'une nation contre une petite partie d'une autre, les Néerlandais déclarèrent officiellement la paix.

### Traité de paix
En 1985, Roy Duncan, historien et président du Conseil des Sorlingues (Chairman of the Isles of Scilly Council), écrivit à l'ambassade néerlandaise à Londres pour dissiper le mythe prétendant que l'archipel et les Pays-Bas étaient toujours en guerre. Le personnel de l'ambassade s'aperçut cependant que le mythe était fondé, et Duncan invita l'ambassadeur Jonkheer Rein Huydecoper à visiter les Sorlingues et à signer un traité de paix. La paix fut signée le 17 avril 1986, 335 ans après le début de la guerre. Les diplomates néerlandais délégués pour signer le traité plaisantèrent en disant qu'il avait dû être atroce pour les insulaires de savoir que la marine néerlandaise pouvait les attaquer légalement à tout moment durant toutes ces années.

## Authenticité
Bowley, en 2001, a affirmé que la lettre dans les mémoires de Whitelocke est l'origine probable de la légende de la « déclaration de guerre » : « Tromp n'avait aucune “commission” de son gouvernement pour déclarer la guerre aux rebelles des Sorlingues, mais il l'a fait pour tenter d'obtenir réparation des actes de piraterie des royalistes par un déploiement de forces, de menaces et même éventuellement par la violence, même si cela n'arriva pas, mais sans recourir à aucune action qui pourrait offenser le Commonwealth. Même si [une guerre] avait été déclarée en 1651, toutes les questions relatives auraient été réglées en 1654 en tant que partie intégrante du traité entre l'Angleterre et les Provinces-Unies à la fin de la Première guerre anglo-néerlandaise. »

## Sources
- (en) Cet article est partiellement ou en totalité issu de l’article de Wikipédia en anglais intitulé « Three Hundred and Thirty Five Years' War » (voir la liste des auteurs).
  - "Scilly peace". The Times, 19 avril 1986.
  - Bowley, RL (2001). Scilly At War, p. 37, 38 & 65. Isles of Scilly, UK: Bowley Publications Ltd.  (ISBN 0-900184-34-5).